# Mujer secreta
Mujer secreta es una telenovela venezolana producida y transmitida por RCTV en el año 1999. Es una historia original de Alidha Ávila. 
Fue protagonizada por Carolina Tejera y Juan Carlos Vivas, y con las participaciones antagónicas de Alba Roversi y Mariano Álvarez como los villanos principales de la historia. 

## Sinopsis
En estas páginas, me siento segura con mis pensamientos. Pero afuera, en el mundo, estoy desnuda. La violencia que invade a mi esposo Gustavo es el reflejo de sus propias inseguridades. Y yo, ante él, me siento vulnerable... un pequeño cordero frente a un lobo feroz. De manera u otra, me siento responsable por los fracasos de Gustavo, aunque sé que la mano implacable de su madre Carlota esculpió su destino, y la ambición desmedida de José Manuel sólo empeora la situación. Mi salvación llega a fin cuando mi dolor es ya insoportable, pero mi salvador se convierte en mi carcelero. Escapar es un dilema agonizante: Si me voy sería libre de una sentencia, pero caería presa en otra. La codicia de Esperanza Salvat y su obsesión por José Manuel hará que el odio de esta mujer hacia mí sea desmedido e intente todo por destruirme. 
¿Cómo recobrar la poesía en mi vida cuando estoy sumergida en tanta tristeza? Bernardo es el único que comparte mi gran secreto. En mis sueños caminamos tomamos en las manos, anhelando una felicidad que sólo una vida con su amor la haría realidad. Estoy convencida de que en tus brazos, conseguiré la protección que necesito; por nuestra unión está prohibida. Sin embargo, no importa, pues él siempre está presente en mi corazón. Yo confío, que a medida que el tiempo pase, este universo me bendecirá e iluminará. Algún día recobraré vida en mi alma para obtener el más puro de los propósitos: Vivir bajo el ala protectora del amor de Bernardo.

## Elenco
- Carolina Tejera - Eugenia Sánchez de Landaeta
- Juan Carlos Vivas - Bernardo Valladares
- Mariano Álvarez  - José Manuel Valladares
- Alba Roversi - Esperanza Salvat
- Carlos Cámara Jr. - Javier Espinoza
- Luis Fernández - Gustavo Landaeta
- Carlos Márquez - Don Julio Valladares
- Margarita Hernández - Clemencia Hidalgo Ollarvide
- Dad Dáger - Cecilia Valladares de Espinoza
- María Cristina Lozada - Yolanda de Valladares
- Herminia Martínez  - Carlota Zanetti de Landaeta
- Rosario Prieto - Evencia de Romero
- Leopoldo Regnault - José Clemente Bejarano
- Manuel Escolano - Esteban Itriago
- Ámbar Díaz - Yuraima
- Alfonso Medina - Marcos Romero
- Bebsabé Duque - Manuela Itriago
- Antonio Cuevas - Rodolfo Romero
- Aitor Gaviria - Asdrúbal España
- Mirela Mendoza - Fátima Romero
- Solmayra Castillo - Ana María de Itriago
- Gabriela Santeliz - Adelaida Bejarano
- Leonardo Marrero - Orlando Contreras
- Jerónimo Gil - Danilo Bejarano
- Malena Alvarado  - Magola
- Frank Spano - Álvaro Gil
- Mauricio Antonucci - Simón Romero
- Jorge Aravena - Sebastián Palacios
- Liang Arias
- Ana Gabriela Barboza - Lic. Gladys Valladares
- Joel Borges - Pecas
- Martín Brassesco - Alexis Salgueiro
- Kendry Cáceres
- Ivonne Conte - Celina
- Alejo Felipe  - Horacio Santana
- Gaspar "Indio" González - Celio
- Gledys Ibarra - Micaela Rojas
- Daniel Jiménez
- Ralph Kinnard - Walter Newman
- Vito Lonardo - Paredes
- Alfonso Ortega
- Halid Salazar
- Carlos Camacho
- Gerardo Soto - Alfonso Ponte
- Laura Muñoz
- Sebastián Falco - Jesús Beltrán

## Libretos de escritores
- Original de: Alidha Ávila
- Libretos de: Proyecto "Papaya" Productions
- Escritos por: Alidha Ávila, José Manuel Peláez, Josefina Jordan, Sandra Caula, Ezequiel Borges

- Datos: Q278845